# Helena Syrkusowa
Helena Syrkusowa, auch Helena Syrkus, geb. Niemirska (* 14. Mai 1900 in Warschau; † 19. November 1982 in Warschau) war eine polnische Architektin und Hochschullehrerin. Sie war mit Szymon Syrkus verheiratet.

## Leben
Helena Niemirskas Vater war der aus Riga stammende Arzt Izaak Eliasberg. Ihre Mutter Stella, geb. Bernstein, unterrichtete in einem von Janusz Korczak geleiteten Waisenhaus. Die Tochter studierte von 1918 bis 1923 Architektur an der Warschauer Technischen Universität. Danach schloss sich ein Studium der Philosophie unter den Professoren Władysław Tatarkiewicz und Tadeusz Kotarbiński an der Universität Warschau an.
Gemeinsam mit Szymon Syrkus, Stanisław Brukalski, dessen Frau Barbara Brukalska-Sokołowska, Bohdan Lachert und Józef Szanajca gründete sie Ende 1925 die Architektur-Gruppe Praesens. Von 1926 bis 1929 war sie als Büroleiterin der Gruppe tätig. 1926 heiratete sie Szymon Syrkus, von da an arbeiteten sie stets gemeinsam an Projekten. Nachdem Prasens die polnische Vertretung der Congrès International d’Architecture Moderne (CIAM) geworden war, entstanden enge Kontakte zur internationalen Architektenszene.

### Zweiter Weltkrieg
Infolge der Verhaftung ihres Mannes im Zweiten Weltkrieg übernahm sie 1942 die Leitung des Architekturbüros PAU. Nach der Niederschlagung des Warschauer Aufstandes flüchtete sie nach Krakau, wo sie für kurze Zeit an einem Projekt zur Planung des Warschauer Wiederaufbaues (unter Roman und Anatolia Piotrowski) mitarbeitete. Am 6. Januar 1945 erfolgte ihre Verhaftung und folgende Internierung in verschiedenen Lagern. Schließlich wurde sie in ein Breslauer Gefängnis verbracht. Am 7. Mai 1945 wurde sie dort von der Roten Armee befreit.

### Nachkriegszeit
Ab dem 17. März 1945 arbeitete Syrkusowa im Büro zum Wiederaufbau der Hauptstadt (BOS) in Warschau. Sie leitete hier die Informationsabteilung und reiste 1946 mit ihrem Mann dienstlich in die USA. Nach der Entlassung ihres Mannes aus dem Wiederaufbau-Büro arbeitete sie mit ihm zusammen an alten und neuen Wohnsiedlungsprojekten. Gemeinsam realisierten sie den Bau einer Arbeitersiedlung im Warschauer Stadtbezirk Koło.
Seit der Verkündung der Verordnung zum Baustil des Sozialistischen Realismus auf der Parteikonferenz der Architekten im Juni 1949 verschlechterte sich das Verhältnis zwischen den Machthabern und dem Syrkus-Ehepaar. Beide wurden zwar für ihre Leistungen geehrt (Syrkusowa war als überzeugte Kommunistin bereits im März 1943 in die polnische Arbeiterpartei Polska Partia Robotnicza eingetreten), wurden aber trotz einer Solidaritätserklärung zum Sozrealismus von Syrkusowa wegen ihrer modernistisch-funktionalistischen Einstellung und der internationalen Kontakte mit Misstrauen betrachtet. Selbst ihre Distanzierung vom großen Kollegen und Freund Le Corbusier änderte daran nichts. Syrkusowa wurde 1950 zwar Leiterin des Zentralen Projektbüros für Architektur und Städtebau in Warschau, weder sie noch ihr Mann wurden aber in den einflussreichen Naczelna Rada Odbudowy Warszawy (Hauptrat für den Wiederaufbau Warschaus) noch in die wichtige Planungskommission berufen.
Neben der Wohnsiedlung in Koło realisierte Syrkusowa den Wiederaufbau des Śleszyński-Palais, ein Mietshaus in der Ulica Walecznych (bereits vor dem Krieg) sowie die Siedlungen „Praga I“ und in Rakowiec (bereits vor dem Krieg).
Von 1948 bis 1955 fungierte Syrkusowa als Vizepräsidentin von CIAM und gehörte damit zu den wenigen Frauen in den Leitungsgremien dieser Organisation. Seit 1955 war Syrkusowa als Professorin an der Warschauer Politechnika tätig. Nach dem Tod ihres Mannes im Jahr 1964 übernahm sie dessen Lehrstuhl für Wohnungsbau an der Politechnika. Am 15. Juni 1981 eröffnete sie noch den Kongress der Union Internationale des Architectes (UIA) in Warschau. Im Folgejahr starb sie.